# 植田義巳
植田 義巳（うえだ よしみ、1906年6月28日 – 1996年11月9日）は、東京都出身の日本のバスケットボール選手・指導者。
選手としては1928年から1934年まで東京商科大学（現一橋大学）に所属し、全日本選手権2度優勝。1959年からは日本オリンピック委員会（JOC）、国際バスケットボール連盟（FIBA）委員をそれぞれ1989年まで務め、アジアバスケットボール連盟（現・FIBAアジア）の設立にも関わった。
1960年ローマオリンピックでは全日本マネージャーを務めた。
2007年、日本人で初めてFIBA殿堂に表彰された。